# Contea di Mitchell (Georgia)
La contea di Mitchell (in inglese Mitchell County) è una contea dello Stato della Georgia, negli Stati Uniti. La popolazione al censimento del 2000 era di 23 932 abitanti. Il capoluogo di contea è Camilla.